# Катанеле-Ной
Катанеле-Ной (рум. Catanele Noi) — село у повіті Долж в Румунії. Входить до складу комуни Катане.
Село розташоване на відстані 220 км на захід від Бухареста, 53 км на південний захід від Крайови.

## Населення
За даними перепису населення 2002 року у селі проживали 869 осіб.
Національний склад населення села:
| Національність | Кількість осіб | Відсоток |
| -------------- | -------------- | -------- |
| цигани         | 503            | 57,9%    |
| румуни         | 365            | 42,0%    |

Рідною мовою назвали:
| Мова      | Кількість осіб | Відсоток |
| --------- | -------------- | -------- |
| румунська | 694            | 79,9%    |
| циганська | 175            | 20,1%    |